# Rasheer Fleming
Rasheer TyLee Fleming (Camden, Nueva Jersey, 10 de julio de 2004) es un baloncestista estadounidense que pertenece a la plantilla de los Phoenix Suns de la NBA. Con 2,06 metros de estatura, juega en la posición de ala-pívot. 

## Trayectoria deportiva

### Universidad
Jugó tres temporadas con los Hawks de la Universidad de San José, en las que promedió 10,6 puntos, 7,0 rebotes, 1,0 robos de balón y 1,3 tapones por partido. En su tercera temporada fue incluido en el mejor quinteto de la Atlantic 10 Conference.
En abril de 2025 se declaró elegible para el Draft de la NBA, renunciando así al resto de su elegibilidad universitaria.

#### Estadísticas
| Año     | Equipo         | PJ  | PT | MPP  | %TC  | %3P  | %TL  | RPP | APP | ROB | TPP | PPP  |
| ------- | -------------- | --- | -- | ---- | ---- | ---- | ---- | --- | --- | --- | --- | ---- |
| 2022–23 | Saint Joseph's | 31  | 18 | 20.5 | .427 | .297 | .690 | 5.0 | .6  | .8  | .9  | 5.8  |
| 2023–24 | Saint Joseph's | 35  | 35 | 26.8 | .528 | .324 | .612 | 7.4 | .8  | .8  | 1.5 | 10.7 |
| 2024–25 | Saint Joseph's | 35  | 35 | 31.3 | .531 | .390 | .743 | 8.5 | 1.3 | 1.4 | 1.5 | 14.7 |
| Total   | Total          | 101 | 88 | 26.4 | .510 | .349 | .680 | 7.1 | .9  | 1.0 | 1.3 | 10.6 |

### Profesional
Fue elegido en la trigesimoprimera posición del Draft de la NBA de 2025 por los Minnesota Timberwolves, pero poco después fue traspasado a los Phoenix Suns, en una operación que involucró a siete equipos diferentes.